# نیل کوربلد
نیل کوربلد (انگلیسی: Neil Corbould؛ زاده ۲۴ دسامبر ۱۹۶۲) یک طراح جلوه‌های ویژه است.